# Krama (induismo)
Krama ("successione") è una scuola religiosa indiana dello shivaismo kashmiro sviluppatasi verso la fine del primo millennio della nostra era e l'inizio del successivo.

## Storia
Originaria dello Uḍḍiyana, a ovest del Kashmir, questa scuola annovera tra i suoi principali maestri Jñānanetra (IX sec.); Abhinavagupta (X-XI sec.), con il Kramakeli, opera perduta; e Maheśvarānanda (XII-XIII sec.), con il Mahārthamañjarī.
Secondo l'indologo francese André Padoux, la scuola si è sviluppata come esegesi della tradizione tantrica del Kula denominata Uttara-āmnāya ("tradizione settentrionale"), tradizione centrata sul culto, trasgressivo, della dea Kālī.
Jñānanetra (noto anche col nome di Śivānanda) è considerato il fondatore della scuola Krama, direttamente iniziato dalla dea Maṅgalā, aspetto benevolente della dea Kālī. Di lui si conserva un'unica opera, il Kālikā-stotra, un inno dedicato alla Madre. Jñānanetra iniziò diversi discepoli, dando così inizio al lignaggio della tradizione e, cosa notevole in quell'epoca, i primi tre erano donne: Keyūrvatī, Mandanikā e Kaliāṇikā.
Discepolo di Keyūrvatī fu Śrī Hrasvanātha, cui gli studiosi Christopher Tompkins and Christopher Wallis attribuiscono la Svabodhodayamañjarī ("Il mazzo di fiori del sorgere della nostra conoscenza"), un breve poema che si pone in contrasto con lo yoga classico di Patañjali. Il lignaggio, la trasmissione da maestro a discepolo (pārampāra), è proseguito fino al XV secolo, annoverando fra i suoi più illustri esponenti: Somānanda, Abhinavagupta e il discepolo di costui Kṣemarāja che, come il maestro, si è comunque mosso negli ambiti di più tradizioni śaiva. Nel IV capitolo del suo fondamentale Tantrāloka ("Luce sui Tantra"), Abhinavagupta, nella trattazione del "mezzo basato sulla Potenza", descrive in dettaglio una pratica tipica della scuola, la meditazione delle dodici Kāli.

## Dottrina
(Svabodhodayamañjarī, 12-13; citato in Vijñānabhairava, traduzione di Raniero Gnoli, Adelphi, 2002.)
Per il Krama l'esistenza è animata da una successione (krama) di livelli energetici via via più elevati, livelli personificati da dee denominate Kālikā. Il fine spirituale è l'identificazione graduale (kramamudrā) con queste manifestazioni divine della dea  Kālī, anche tramite pratiche divergenti dall'ortodossia brahmanica, come per esempio i riti erotici, mentre la pratica rituale riveste qui un aspetto secondario.
Le successioni, o fasi (krama), sono cinque: emissione, mantenimento, riassorbimento, indicibile, più l'ultima (bhāsakrama, "fase della luce") che è puramente trascendente. Ognuna di esse corrisponde a uno stadio della coscienza umana, e l'ultima rappresenta la fusione con l'assoluto. La scuola è pertanto monista, pur presentando un aspetto panteistico nelle dee che sovrintendono la successione, dee cui sono dedicati culti particolari.
Il Krama riflette dunque l'emergenza di tradizioni śākta, tradizioni essenzialmente tantriche, nell'ambito della corrente filosofica monista del Kashmir, per la quale l'assoluto è Śiva, interpretando l'immanenza come espressione della trascendenza. Le cinque fasi trovano un corrispettivo nelle cinque azioni di Śiva così come teorizzate in un'altra scuola monista del Kashmir, il Trika.